# ブランチ博多パピヨンガーデン
ブランチ博多パピヨンガーデン（ブランチはかたパピヨンガーデン）は、福岡県福岡市博多区千代一丁目にあるショッピングセンター。
大和ハウスグループの大和リースが展開する複合商業施設ブランド「ブランチ」（BRANCH）の福岡店。
パピヨンプラザを再開発して、2020年3月13日に開業した。

## 概要
2018年10月22日、新たにパピヨンプラザ施設所有者となっていた大和リースは、パピヨンプラザを解体し大規模増改築を行う「パピヨンプラザバリューアップ計画」を発表した。
2019年6月に着工、2020年3月13日にグランドオープンした。
「都会のパティオ（中庭）」を事業コンセプトに、「多世代が出合い、くつろげる施設づくり」、「地域の人々の『ほしい』がそろう施設づくり」、「人と緑が触れ合える空間づくり」という3つのテーマで整備され、中庭を中心にレクリエーションなどを楽しむことができる。

## 主な店舗
- ハローデイ
- ダイソー
- マツモトキヨシ
- ケーズデンキ
- WILD-1（アウトドアショップ）
- セカンドストリート
- A&Fカントリー
- パレット（衣料スーパー）
- クイックカラーQ
- エコスポ
- ほけんの110番
- DEWPOINT
- ハニー東京
- QBハウス
- ソフトバンク
- ドコモショップ
- ケンタッキーフライドチキン

- はなまるうどん
- コメダ珈琲店
- マクドナルド
- ロイヤルホスト
- 回転寿司すしえもん
- ワンカルビ
- エピシエール
- MKレストラン
- 桝元（辛麺屋）
- いっかく食堂
- 無邪気
- タピキング

## サービス
- ATM（セブン銀行・福岡銀行・西日本シティ銀行）
- 駐車場（685台）（有料）
- EV充電器

## アクセス
- 西鉄バス妙見バス停前
- JR九州鹿児島本線篠栗線吉塚駅徒歩5分
- 福岡市地下鉄箱崎線千代県庁口駅徒歩7分